# 温根湯温泉
温根湯温泉（おんねゆおんせん）は、北海道北見市留辺蘂町温根湯温泉にある温泉。国道39号沿いにあり、無加川の清流をはさんで旅館やホテルが立ち並ぶ。「温根湯」の名称は、アイヌ語の「オンネ」（大きな）・「ユ」（お湯）に由来する。

## 歴史
有史以前からアイヌが、狩猟の際にこの地に自然に湧出していた温泉を利用していた。1899年（明治32年）に、本州方面から入植した国沢嘉右衛門、大江與四蔵らによって数軒の温泉旅館が作られ、本格的な温泉地としての道を歩みだした。終戦までは、旧陸軍第七師団の傷病兵の療養地として指定されていたこともある。戦後、1957年（昭和32年）に、国道39号線が石北峠を経由する「大雪国道」として開通してからは、層雲峡と網走国定公園-知床半島-阿寒国立公園を結ぶ道東観光のゴールデンルートとして観光客も多数訪れるようになった。
近年の観光産業の低迷と旧・留辺蘂町の過疎化などにより往年の賑わいは影を潜めたが、生き残った温泉旅館やホテルでは施設の近代化を図るとともに、北見温泉（ポン湯温泉）・滝の湯温泉・塩別温泉と合わせて、「源泉100%かけ流しの美白の湯の温泉郷」としてPRを強化し、道の駅など温泉街の再開発を通じて温泉地の活性化を図っている。

## 泉質
- 単純硫黄泉（アルカリ性低張性高温泉）。単純温泉など
- 温度は42℃以上。

## 温泉街
無加川の清流沿いに大型温泉ホテルが二軒立ち並び、同川と国道39号に挟まれる形で温泉街が形成される。近年、足湯や手湯が設置された。

## アクセス
| 旧・北見バス温根湯営業所が待合所として開放される |  | 旧・北見バス温根湯営業所が待合所として開放される |
| 旧・北見バス温根湯営業所が待合所として開放される |  |                                                  |

### 鉄道
- JR北海道石北本線留辺蘂駅よりバスで約20分。

### バス
- 北海道北見バス
  - 留辺蘂・北見方面
  - サンライズ号（旧・特急石北号） 層雲峡温泉・旭川駅方面（道北バス、阿寒バスと共同運行）
  - サンライズ号（旧・サンライズ旭川釧路号） 阿寒湖温泉・釧路駅方面（同上）
- 留辺蘂自治区内スクールバス（一般利用可、平日のみ）
  - 滝の湯温泉（予約不要）・厚和（要予約）方面

## 周辺
- 北きつね牧場
- 北海道きつね村
- パークゴルフ場
- 道の駅おんねゆ温泉
- 山の水族館
- 温根湯神社

### 主なイベント
- 温根湯つつじまつり（毎年5月上旬）
- 温根湯温泉まつり（毎年8月の第1土曜・翌日曜の2日間）
- おんねゆ温泉郷雪物語（毎年12月〜3月）

## 町名としての温根湯温泉
温泉街とその周辺は、留辺蘂町温根湯温泉という地区として市街地を形成している。
地区北部が温泉街であり、地区内を東西に国道39号が走っている。

### 施設
- 温根湯温泉
- 北見市役所留辺蘂総合支所温根湯支所
- 温根湯温泉多目的センター
- 温根湯温泉スポーツセンター
- 温根湯郵便局
- 北見信用金庫温根湯支店
- セブン-イレブン温根湯温泉店
- 北見市立おんねゆ学園